# Funk Mix
Funk Mix é uma coletânea com músicas de funk carioca produzida pelo DJ Marlboro. Foi lançado em 2006, com o selo Som Livre.
A coletânea conta com grandes expoentes do funk carioca, como Buchecha, MC Sapão, Tati Quebra Barraco, You Can Dance, dentre outros. A música "Vira de Ladinho", do Malha Funk, fez parte da trilha da novela "Cobras & Lagartos", da TV Globo.

## Faixas
01. MC Roni & MC Baby -	Só Zueira
	
02. Princesa & O Plebeu - Essa Garota	

03. MC Biro Leibe -	Cria Asa, Periquita
	
04. Eliana & O Tio - Trote Da Eliana
	
05. Buchecha - Vendo Ela Dançar
	
06. MC Marcinho - Rap Fuca Na Futchuca
	
07. MC Cesareth - Quero Ver Dançar Um Funk
	
08. MC Kaká - Solta, DJ
	
09. Naldo & Lula - A Festa É Nossa	

10. MC Sapão - Boladão (Grito de um Guerreiro)	

11. You Can Dance -	Ela É Gata
	
12. Malha Funk - Vira de Ladinho
	
13. MC Koringa e  San Danado - Tá Dançando	

14. Bonde do Ratão - Dia De Azar	

15. Bola de Fogo e As Foguentas - Macumba	

16. MC Novinha - Beijoquera	

17. MC Marcinho e MC Cacau - Quero Seu Amor	

18. MC Frank - Escova Progressiva	

19. Tati Quebra Barraco - Satisfação
	
20. MC Didô -	Joga O Bumbum Pro Alto	

21. Amilcka e Chocolate - Som Do Morro	

22. MC Primo - Cria Do Morro	

23. MC Doriva - Borógodjó	

24. Bonde da Oskley - Joga O Burro Pro Alto	

25. MC Pé de Pano -	Senta, Senta	

26. Kama Sutra - Substituta	

27. Eme. Dy - Daniele